# Vladimir Latin
Vladimir Latin, né le 30 mai 1985 à Narva, est un rameur estonien.
Il est médaillé d'argent du deux de couple aux Championnats d'Europe d'aviron 2008.
Il participe aux Jeux olympiques d'été de 2008, terminant troisième de la finale B du quatre de couple.